# Suffiks
Et suffiks (også en endelse eller en efterstavelse) er et affiks der sættes efter et rodmorfem.:201  Suffikser kan være bøjningsendelser eller afledningsendelser. Et afledningssuffiks kan ændre ordets ordklasse på dansk.
Eksempler på processer med afledningssuffiks på dansk: 
- søvn (substantiv) ==> søvnig (adjektiv)
- ven (substantiv) ==> venlig (adjektiv)  => "som en ven"
- begynd (verbum) ==> begyndelse (substantiv)

Bøjningsendelser er almindeligt brugt til bøjninger af ord, fx navneord (ental til flertal: hus→huse) og udsagnsord (køb, købe, køber, købte) og tillægsord (gradbøjning: hurtig -> hurtigere -> hurtigst). 
I nogle beskrivelser af dansk bruges begebet "suffiks" udelukkende om afledningssuffikser.:34 
Eksempler på danske suffikser: 
-else 
-hed
-ig
-ing
-lig
-ning
-skab